# Короткова, Таисия Николаевна
Таисия Короткова (род. 1980, Москва) — российская художница. Лауреатка Премии Кандинского — 2010 в номинации «Молодой художник года. Проект года».

## Биография
Таисия Короткова родилась в 1980 году в Москве. В 2003 году окончила Институт проблем современного искусства. В 2004 году окончила Московский государственный академический художественный институт имени В. И. Сурикова.
Все работы Таисии Коротковой выполнены в технике современной иконописи, причём автор самостоятельно выполняет каждый технологический этап, от подготовки доски к грунтовке до лакировки.
В 2017, 2018 годах вошла в Российский инвестиционный художественный рейтинг 49ART, представляющий выдающихся современных художников в возрасте до 50 лет.

## Персональные выставки
- 2011 — «Воспроизводство». Галерея Salon Vert, Лондон[3].
- 2011 — «Воспроизводство». Выставочный зал музея «Тульский некрополь», Тула[4].
- 2011 — «REPRODUCTION». ART&SPACE Gallery, Мюнхен

## Семья
- Сукоян, Николай Петрович (1915—2009) — дед, советский архитектор, заслуженный архитектор России, живописец[1].
- Родители — художники Вероника Николаевна Сукоян (род. 1957) и Николай Иванович Коротков.